# Rio Capim
O rio Capim é um rio do estado do Pará, Brasil. É um afluente do rio Guamá.

Os rios Gurupí, Capim e Guamá fluem para a foz da Amazônia e são afetados pelas marés diárias, que forçam a água da Amazônia a montante. Eles estão na ecorregião de florestas úmidas do Tocantins-Araguaia-Maranhão.